# Даблин (Нью-Гэмпшир)
Да́блин (англ. Dublin) — городок в округе Чешир, штат Нью-Гэмпшир, США.

## География

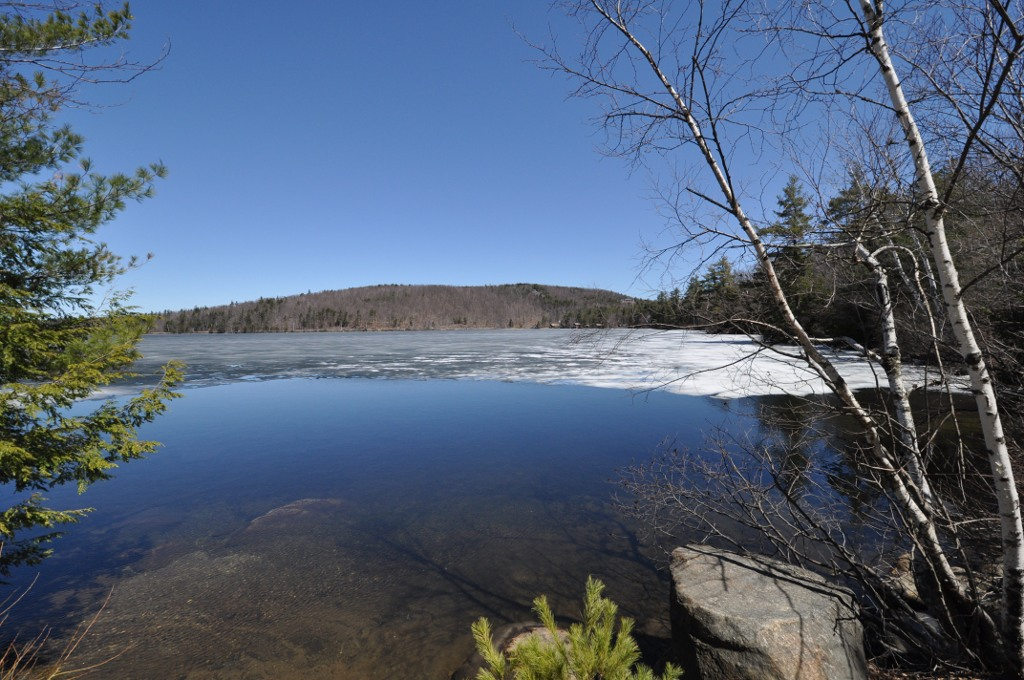
Озеро Даблин-Понд

Даблин расположен в южной части штата примерно в 100 километрах от океана. Площадь городка составляет 75,37 км², из которых 2,85 км² (3,78 %) занимают открытые водные пространства. Южную часть городка занимают северные склоны горы Монаднок, славящейся тем, на неё якобы чаще всего в мире совершают восхождение. Поэтому при средней высоте Даблина над уровнем моря в 440 метров, наивысшая точка городка составляет 864 метра. С запада к городку примыкает озеро Даблин-Понд площадью почти квадратный километр и максимальной глубиной до 30 метров. Через Даблин проходит автомагистраль New Hampshire Route 101.

## История

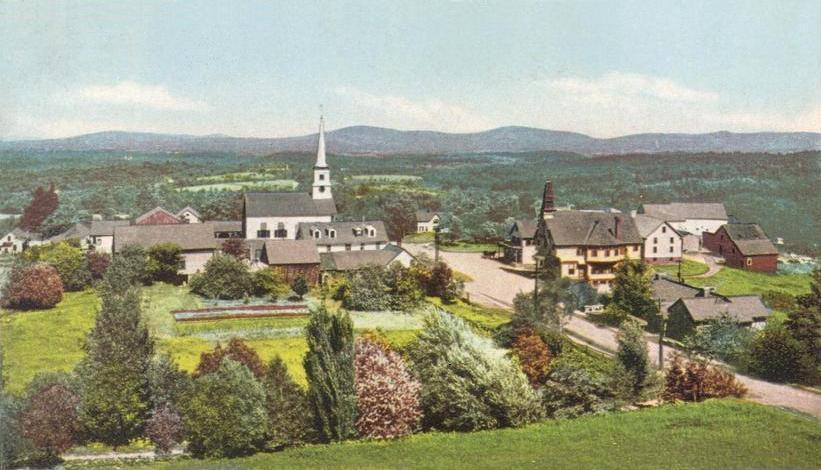
Центр Даблина, 1906 год.

3 ноября 1749 года конгрессмен Мэттью Торнтон и 39 его сподвижников получили грант на основание на месте будущего Даблина поселения под названием «Монаднок № 3» (англ. Monadnock No. 3) или «Норт-Монаднок» (англ. North Monadnock), однако Франко-индейская война мешала постоянно закрепиться на этом месте вплоть до 1760-х годов; тем не менее на печати Даблина выгравирована дата 1752 — именно этот год считается официальным годом основания. Одними из первых поселенцев стали некий Генри Строгмен с семьей; в 1771 году поселение было инкорпорировано со статусом город (town) и под названием Даблин — в честь места рождения Строгмена в ирландском Дублине.
В 1790 году в США прошла первая перепись населения, которая показала, что в Даблине проживает 901 житель. В 1870 году рабочий квартал (англ. mill town) Даблина обрёл самостоятельность; ныне это городок Харрисвилл с населением менее 1000 жителей, расположенный примерно в 5 километрах к северо-западу.
В Даблине находятся несколько десятков объектов, внесённых в Национальный реестр исторических мест США, в основном это жилые здания XVIII—XIX веков постройки.

## Демография
2000
Согласно переписи 2000 года в Даблине проживали 1476 человек, было 560 домохозяйств и 417 семей. Расовый состав был следующим: белые — 97,29 %, негры и афроамериканцы — 0,34 %, коренные американцы — 0,54 %, азиаты — 0,95 %, прочие расы — 0,41 %, смешанные расы — 0,47 %, латиноамериканцы (любой расы) — 1,15 %.

В 32,5 % домохозяйств проживали несовершеннолетние, 65,4 % домохозяйств представляли собой супружеские пары, проживающие совместно, 6,6 % — женщину — главу семьи без мужа, 25,4 % не являлись семьями. Средняя семья состояла из 2,89 человек.

23,4 % горожан были младше 18 лет, 5,9 % были в возрасте от 18 до 24 лет, 25 % — от 25 до 44 лет, 32,5 % — от 45 до 64 лет и 13,2 % населения Даблина были старше 65 лет. Средний возраст жителя составил 43 года. На 100 лиц женского пола приходилось 101,1 лиц мужского, причём на 100 совершеннолетних женщин приходилось уже 99,5 мужчин сопоставимого возраста.

Средний доход домохозяйства составил 52 150 долларов в год, семьи — 57 578 долларов. Мужчины в среднем зарабатывали 36 853 доллара в год, женщины — 25 859 долларов, доход на душу населения составил 27 028 долларов в год; 6 % семей города и 10,6 % его населения жили за чертой бедности, в том числе 16,8 % несовершеннолетних и 5 % пенсионеров.
2010
Согласно переписи 2010 года в Даблине проживали 1597 человек: 792 мужского пола (49,6 %) и 805 женского (50,4 %). Расовый состав был следующим: белые — 96,99 %, негры и афроамериканцы — 0,25 %, коренные американцы — 0,25 %, азиаты — 0,75 %, уроженцы тихоокеанских островов — 0,06 %, прочие расы — 0,44 %, смешанные расы — 1,25 %, латиноамериканцы (любой расы) — 1,75 %.

Средний возраст жителя был 46,5 лет, при среднем по штату 43,9 года.

Происхождение предков: англичане — 19,6 %, ирландцы — 15,5 %, французы и немцы — по 9,3 %.

Опрос жителей 15 лет и старше выявил, что 21,6 % из них не состоят в браке и никогда в нём не были, 65,5 % состоят в браке и проживают совместно, 2,2 % состоят в браке, но проживают раздельно, 3,5 % вдовствуют и 7,2 % находятся в разводе.

3,3 % жителей Даблина были рождены вне США, при среднем по штату 5,1%.
2012
Согласно оценкам 2012 года в Даблине проживали 1584 человека. Доход на душу населения составил 30 234 доллара в год, средний доход семьи — 65 978 долларов, домохозяйства — 58 125 долларов. Мужчины в среднем зарабатывали 49 583 доллара в год, женщины — 32 396 долларов; 7,6 % горожан жили за чертой бедности.

## Известные горожане
- Дорис Хэддок — политическая активистка-долгожительница. Прославилась тем, что в возрасте 88—90 лет прошла пешком всю континентальную Америку (более 5100 километров). Жила в Даблине с 1972 года до самой своей смерти в 2010 году.
- Эббот Тайер — художник. Провёл в Даблине молодость и последние годы жизни (с 1901 по 1921 года).
- Марк Твен — писатель-сатирик. Провёл в Даблине два лета на закате жизни: в 1905 и 1906 годах[7][8][9].